# Alain Balet
Pour les articles homonymes, voir Balet.
Alain Balet est un footballeur suisse né le 19 août 1956 à Sion. 
Il joua au niveau professionnel pendant 14 ans. Durant sa carrière il ne connut qu'un seul club, celui de sa ville natale, le FC Sion, avec lequel il remporta 3 fois la Coupe de Suisse.

## Palmarès
Clubs :
- 3 Coupe de Suisse avec le FC Sion (1980-1982-1986)
- Finaliste de la supercoupe de Suisse avec le FC Sion en 1986.